# San Miguel Laderas
San Miguel Laderas är en ort i Mexiko, tillhörande kommunen Ixtapan de la Sal i delstaten Mexiko. Orten hade 1 050 invånare vid folkräkningen 2010.